# Hermann Aubert

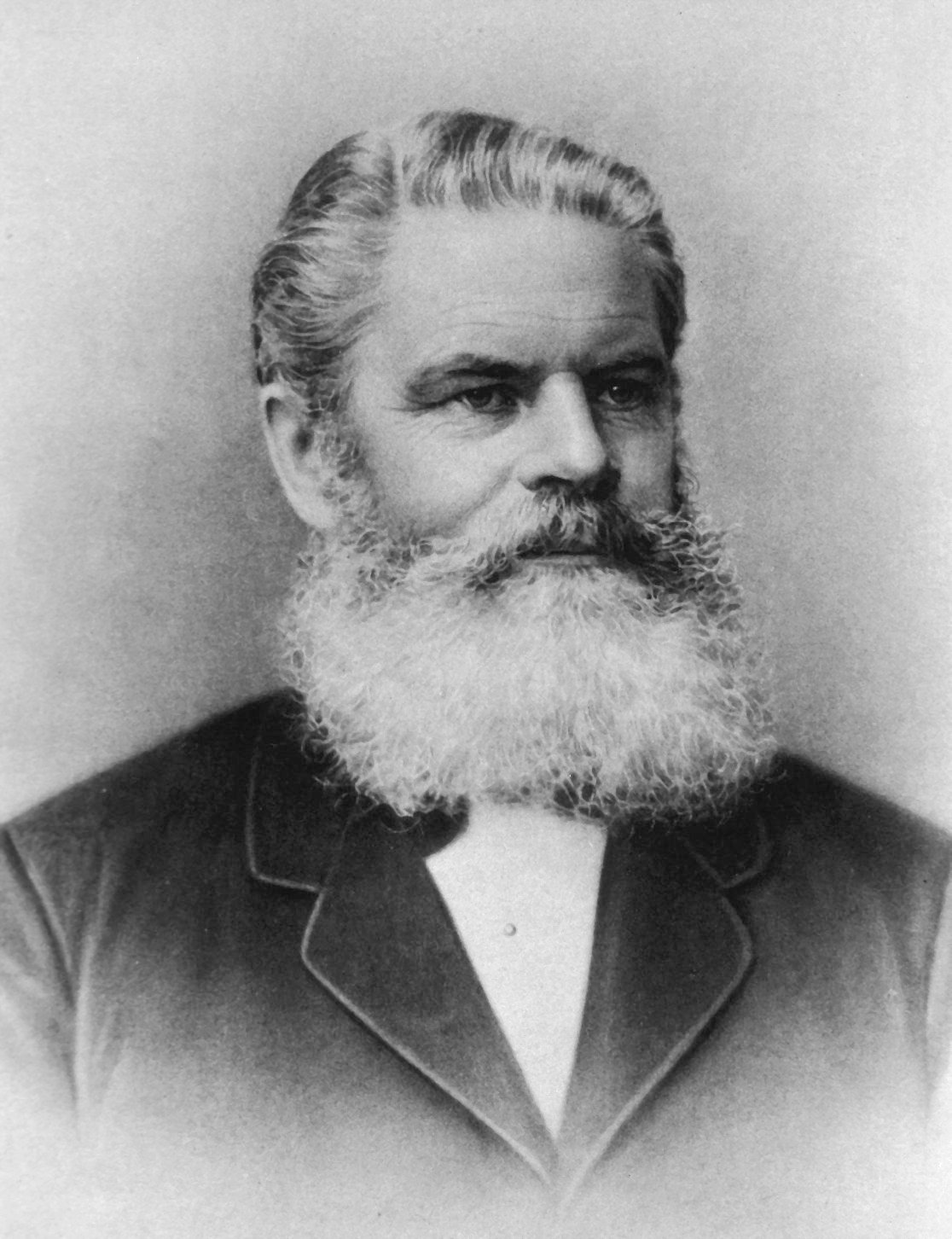
Hermann Aubert

Hermann Rudolph Aubert (* 23. November 1826 in Frankfurt (Oder); † 12. Februar 1892 in Rostock) war ein deutscher Physiologe, Hochschullehrer  und mehrmaliger Rektor der Universität Rostock.

## Leben
Hermann Aubert war ein Sohn des (späteren) königlich preußischen Regierungs-Hauptkassen-Kontrolleurs und Hofrats Karl August Ferdinand Aubert.
Aubert studierte in Berlin Medizin und Zoologie und wurde 1850 in Berlin zum Doktor der Medizin promoviert. Danach wurde er zunächst Assistent bei Karl Bogislaus Reichert an der Universität Breslau, wo er 1854 Privatdozent und 1862 zum außerordentlichen Professor berufen wurde. 1857 wandte er sich von der Zoologie ab und beschäftigte sich mit Untersuchungen über physiologische Optik und später mit der Physiologie des Kreislaufs. 1865 kam der Ruf zum ordentlichen Professor auf den neu eingerichteten Lehrstuhl für Physiologie an der Universität Rostock. In den Jahren 1870/71, 1876/77, 1888/89 und 1889/90 war Aubert Rektor der Universität Rostock und wurde 1869 und 1880 auch zum Dekan der Medizinischen Fakultät gewählt. Neben der Funktion des Direktors des Physiologischen Instituts, war Aubert ab 1889 Obermedizinalrat und ab 1876 Ritter des Hausordens der Wendischen Krone.
Hermann Aubert heiratete 1867 in Rostock die kinderlose Witwe Friederike Sophia Caroline, verw. von Kardorff, geb. von Randow (* 1827), Tochter eines Glashüttenbesitzers Karl von Randow auf Rossow. Deren erster Mann, Heinrich Friedrich Wilhelm Carl von Kardorff († 1858), war Gutsbesitzer auf Granzow gewesen.
Aubert starb in Rostock und wurde am 16. Februar 1892 auf der Nordseite des Kirchhofs der Nikolaikirche begraben.

## Werke
- Diss. inaug. Ducuntne salia alvum vi endosmotica? : dissertatio inauguralis medica ...; die II. M. Augusti A. MDCCCL. Schlesinger, Berlin 1850.
- Über Wanderungen der Eingeweidewürmer. In: Jahrbuch der schlesischen Gesellschaft. Bd. 31, 1853.
- Ueber die künstliche Befruchtung der Fischeier. In: Jahrbuch der schlesischen Gesellschaft. Bd. 31, 1853.
- H.R. Aubert, C. F. R. Förster: Beiträge zur Kenntniss des indirecten Sehens. (I). Untersuchungen über den Raumsinn der Retina. In: Archiv für Ophthalmologie. 3. Jahrgang, 1857, S. 1–37.
- Physiologie der Netzhaut. Breslau 1865.
- Shakespeare als Mediciner, 1873
- Innervation der Kreislauforgane. In: L. Hermann (Hrsg.): Handbuch der Physiologie. Bd. 4, 1880.